# Condiciones de contorno de Born–von Karman
Las condiciones de contorno de Born-von Karman son condiciones de contorno periódicas que imponen la restricción de que una función de onda debe ser periódica en una determinada red de Bravais. Llamada así por Max Born y Theodore von Kármán, esta condición se aplica a menudo en la física del estado sólido para modelar un cristal ideal. Born y von Karman publicaron una serie de artículos en 1912 y 1913 que presentaban una de las primeras teorías del calor específico de los sólidos basada en la hipótesis cristalina e incluían estas condiciones de contorno.
La condición puede expresarse como
{\displaystyle \psi (\mathbf {r} +N_{i}\mathbf {a} _{i})=\psi (\mathbf {r} ),\,}
donde i recorre las dimensiones de la red de Bravais, los ai son los vectores primitivos de la red y los Ni son números enteros (asumiendo que la red tiene N celdas, donde N=N1N2N3). Esta definición se puede utilizar para demostrar que
{\displaystyle \psi (\mathbf {r} +\mathbf {T} )=\psi (\mathbf {r} )}
para cualquier vector de traslación de T tal que:
{\displaystyle \mathbf {T} =\sum _{i}N_{i}\mathbf {a} _{i}.}
Nótese, sin embargo, que las condiciones de contorno de Born-von Karman son útiles cuando Ni son grandes (infinitos).
Las condiciones de contorno de Born-von Karman son importantes en la física del estado sólido para analizar muchas características de los cristales, como la difracción y la banda prohibida. Modelar el potencial de un cristal como una función periódica con la condición de contorno de Born-von Karman y aplicarlo a la ecuación de Schrödinger da como resultado una prueba del teorema de Bloch, que es particularmente importante para comprender la estructura de bandas de los cristales.